# 생거진천종합운동장
생거진천종합운동장(生居鎭川綜合運動場, Saenggeo Jincheon Stadium)은 대한민국 충청북도 진천군에 있는 스포츠 시설이다. 천연잔디 필드와 우레탄 트랙이 갖춰진 경기장이며, 1988년 7월에 준공되었다.

## 역사
국비 6억 원과 군비 2억 100만 원 등 총 사업비 8억 100만 원을 들여 1988년 7월 22일에 준공되었다. 총 사업비 98억 1천 5백만 원을 들여 2004년 2월 25일부터 2007년 7월 1일까지 리모델링 공사를 진행했고 명칭을 '생거진천종합운동장'으로 변경했다.

## 참고 문헌
- “생거진천종합운동장”. 진천군청.
- 〈생거진천종합운동장〉. 《한국향토문화전자대전》. 한국학중앙연구원. 2020년 11월 6일에 원본 문서에서 보존된 문서. 2020년 10월 31일에 확인함.
- 〈생거진천종합운동장〉. 《두피디아》. 두산.
- 《충북체육 60년사》. 충북개발연구원. 2007.
- 《2019년 전국 공공체육시설 현황 (2018년말 기준)》. 대한민국 문화체육관광부. 2020.
- 《2023 전국 공공체육시설 현황 (2022년 12월말 기준)》. 대한민국 문화체육관광부. 2024.